# Cantonul Bertincourt
Cantonul Bertincourt este un canton din arondismentul Arras, departamentul Pas-de-Calais, regiunea Nord-Pas-de-Calais, Franța.

## Comune
| Comune               | Populație (1999) | Cod poștal | Cod INSEE |
| -------------------- | ---------------- | ---------- | --------- |
| Barastre             | 232              | 62124      | 62082     |
| Beaumetz-lès-Cambrai | 541              | 62124      | 62096     |
| Bertincourt          | 886              | 62124      | 62117     |
| Beugny               | 319              | 62124      | 62122     |
| Bus                  | 105              | 62124      | 62189     |
| Haplincourt          | 210              | 62124      | 62410     |
| Havrincourt          | 374              | 62147      | 62421     |
| Hermies              | 1 130            | 62147      | 62440     |
| Lebucquière          | 231              | 62124      | 62493     |
| Léchelle             | 60               | 62124      | 62494     |
| Metz-en-Couture      | 602              | 62124      | 62572     |
| Morchies             | 189              | 62124      | 62591     |
| Neuville-Bourjonval  | 194              | 62124      | 62608     |
| Rocquigny            | 281              | 62450      | 62715     |
| Ruyaulcourt          | 295              | 62124      | 62731     |
| Trescault            | 188              | 62147      | 62830     |
| Vélu                 | 136              | 62124      | 62840     |
| Ytres                | 393              | 62124      | 62909     |